# Tessa Dahl
Tessa Dahl (* 11. April 1957 als Chantal Sophia Dahl) ist eine britische Autorin und Schauspielerin.
Tessa Dahl ist die Tochter des Schriftstellers Roald Dahl und der Schauspielerin Patricia Neal. Neben einigen Filmauftritten (u. a. neben Malcolm McDowell in Royal Flash) wurde Tessa Dahl einer breiteren Öffentlichkeit vor allem als Autorin von Romanen und Jugendliteratur bekannt. 
Aus einer Verbindung mit dem Schauspieler Julian Holloway stammt die Tochter Sophie, die als Fotomodell Karriere gemacht hat.

## Werke (Auswahl)
- 1990 Liebesmüh’, Bern: Scherz.

## Filmografie (Auswahl)
- 1973 Schönen Muttertag, Dein George (Happy Mother′s Day, Love, George)
- 1975 Royal Flash